# Arroyo de las Ánimas
Der Arroyo de las Ánimas ist ein Fluss in Uruguay.
Er entspringt auf dem Gebiet des Departamento Tacuarembó nordwestlich von Cardozo und südwestlich von Cuchilla de Peralta in der Cuchilla de Peralta unmittelbar südlich des Cerro de las Ánimas. In der Nähe liegt südlich auch die Quelle des Arroyo Tala. Von dort verläuft er fast parallel zum südlich fließenden Arroyo Tarumán in südöstliche Richtung. Er mündet unweit nördlich des Cerro Tarumán als rechtsseitiger Nebenfluss in den Mündungsarm des Arroyo Cardozo.